# Màriam Xenguèlia
Màriam Xenguèlia (georgià: მარიამ შენგელია; Mingrèlia, 14 de maig de 2002) és una cantant georgiana. Va ser escollida per representar Geòrgia al Festival de la Cançó d'Eurovisió 2025 amb la cançó «Freedom».
És membre del grup de música georgiana Mix2ura.
A 10 anys es va criar a Tbilisi, la capital de Geòrgia. Després, amb la seva família, es va traslladar a la ciutat de Zúgdidi. Va desenvolupar l'interès pel cant i la interpretació durant la seva infància. Xenguèlia va estudiar al Conservatori Estatal de Tbilisi, on va estudiar interpretació vocal i teoria musical. Les seves primeres influències musicals van incloure una varietat de gèneres com el pop, el soul i el jazz.
El 2018, Xenguèlia va quedar semifinalista al programa X Factor Georgia. Un any més tard, va acabar sisena al Geostar, que havia d'elegir la representant de Geòrgia per al Festival de la Cançó d'Eurovisió 2020, però finalment va ser cancel·lat. El 2020, havia de ser corista de la cançó «Take Me as I Am» de Tornike Kipiani, que havia de representar Geòrgia a Eurovisió 2020. El 2021, va arribar a les semifinals de la quarta temporada de The Voice Sakartvelo, i el 2025, va acabar en segona posició a Tsekvaven Varskvlavebi, la versió georgiana de Dancing with the Stars.
El 14 de març de 2025, Radiodifusió Pública de Geòrgia va anunciar que Xenguèlia representaria Geòrgia al Festival de la Cançó d'Eurovisió 2025 a Basilea amb la cançó «Freedom».